# Polizistenmord in der Braybrook Street
Koordinaten: 51° 31′ 8,6″ N, 0° 14′ 41,6″ W

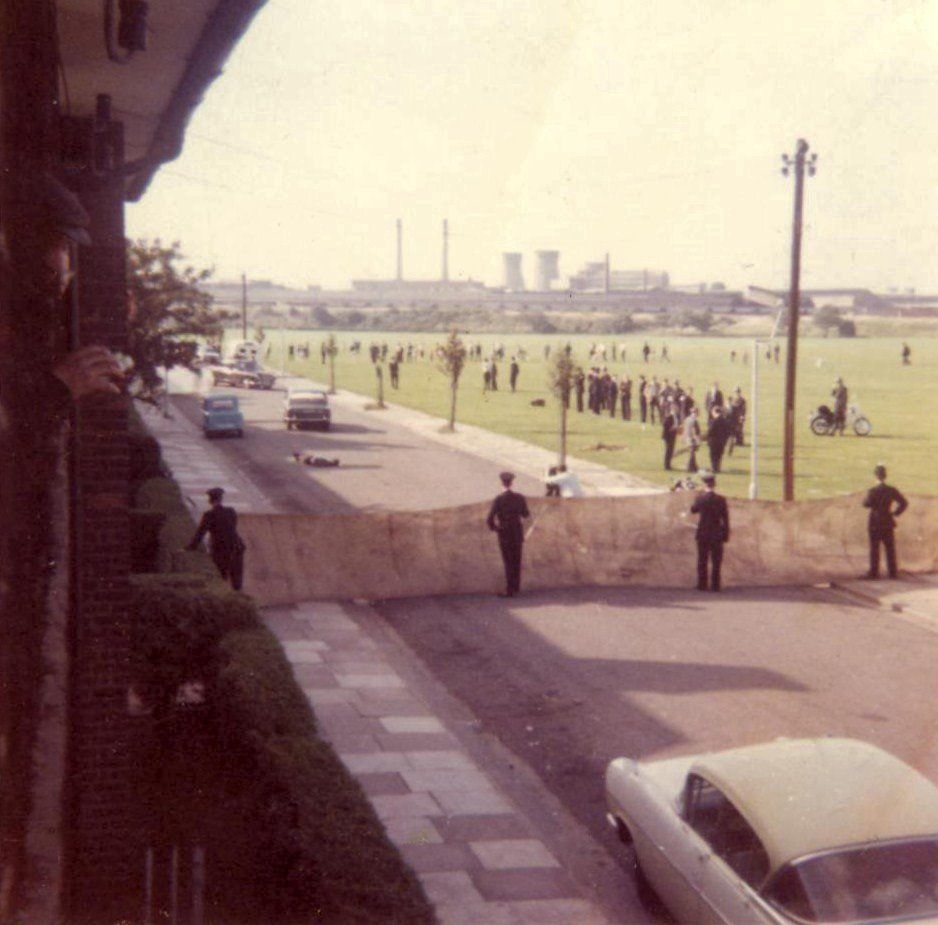
Tatort, die Zivilstreife in der Mitte der Straße und die Leiche von Wombwell

Bei dem Polizistenmord in der Braybrook Street (auch als Polizistenmord von Shepherd’s Bush bezeichnet) wurden 1966 in London drei Polizeibeamte von zwei bewaffneten Männern getötet. Die Tat ereignete sich im Gebiet East Acton; in den Medienberichten wurde aber immer von Shepherd’s Bush gesprochen.
Die Polizisten hielten ein Fahrzeug in der Nähe des Gefängnisses von Wormwood Scrubs (Wormwood Scrubs Prison) an. Während der Kontrolle wurden zwei Beamte von Harry Roberts und ein weiterer von John Duddy ermordet. Beide wurden von dem Fahrer Jack Witney begleitet, der nach den Morden mit Roberts und Duddy flüchtete.
Auf die drei Täter begann in der Folge eine der größten Fahndungsaktionen der britischen Polizei. Roberts, Duddy und Witney wurden später gefasst und zu lebenslangen Freiheitsstrafen verurteilt.
Die öffentliche Anteilnahme mit den Familien der Opfer führte zur Gründung des Police Dependants’ Trust, einer Stiftung zur Unterstützung notleidender Angehöriger von im Dienst getöteten Polizeibeamten.

## Tathergang
Am 12. August 1966 befand sich ein Triumph 2000 als ziviler Streifenwagen der Metropolitan Police mit dem Rufnamen Foxtrot 1-1 auf Streife im Gebiet East Acton. Das Fahrzeug gehörte der Direktion F (Police Division F) an, welche für den Stadtbezirk Hammersmith zuständig war. Der Triumph war mit den beiden Kriminalbeamten Detective Sergeant Christopher Tippett Head (30) und dem ihm zur Ausbildung zugeteilten Temporary Detective Constable David Bertram Wombwell (25) besetzt. Beide gehörten zur Kriminalpolizei (Criminal Investigation Department), welche am Polizeirevier Shepherd’s Bush stationiert war. Fahrer des Wagens war der 41-jährige Police Constable Geoffrey Roger Fox. Er war seit vielen Jahren auf dem Revier und im Bezirk tätig und wurde wegen seiner guten Ortskenntnis regelmäßig bei den Streifenfahrten der Kriminalpolizei eingesetzt.
Gegen 15:15 Uhr bog das Fahrzeug in die Braybrook Street im gemeindeeigenen Wohngebiet Old Oak Council Estate ein. Die Straße grenzt an die große Grünanlage Wormwood Scrubs sowie die nach ihr benannte Justizvollzugsanstalt. Dort bemerkten die Beamten einen geparkten blauen Standard-Vanguard-Kombi in augenscheinlich schlechtem technischen Zustand. Im Fahrzeug saßen drei Männer. Da es bei früheren Ausbrüchen vorgekommen war, dass Helfer mit einem Fluchtwagen warteten, beschlossen die Polizisten, das Fahrzeug zu kontrollieren. Möglicherweise hatte PC Fox auch den Fahrer, Jack Witney, als einen ihm bekannten Kriminellen identifiziert. Am Fahrzeug war zudem keine Steuermarke (vehicle license, tax disc) angebracht.
DS Head und TDC Wombwell stiegen aus, gingen zu dem Wagen und sprachen Witney auf die fehlende Steuermarke an. Der gab an, dass er noch keine Verkehrstüchtigkeitsbescheinigung (MOT test) nachweisen konnte, was eine Voraussetzung für die Ausstellung der Steuermarke war. DS Head fragte nach Führerschein und Versicherungsnachweis; es stellte sich heraus, dass Letzterer am Mittag abgelaufen war. Head beauftragte Wombwell, die Personalien aufzunehmen, und ging um das Fahrzeug herum. Witney wandte ein, dass er bereits zwei Wochen zuvor aufgrund desselben Vergehens eine Strafe erhalten hatte, und bat darum, ihn diesmal zu verschonen. Head wurde auf eine Tüte im Auto aufmerksam, die Overalls enthielt. Er ahnte jedoch nicht, dass darunter Schusswaffen verborgen waren. Während der Personalienfeststellung schoss der Beifahrer Harry Roberts mit einer Luger plötzlich auf Wombwell und tötete ihn sofort mit einem Schuss durch das linke Auge. Der Detective Sergeant Head rannte zurück zum Auto, Roberts folgte ihm, verfehlte den Flüchtenden zunächst und schoss ihm dann ebenfalls in den Kopf. John Duddy, welcher auf dem Rücksitz saß, stieg ebenfalls aus und feuerte mit einem Colt cal .38 dreimal durch die Windschutzscheibe des Polizeiwagens auf Fox, während der versuchte, Duddy und Roberts im Rückwärtsgang zu überfahren. Der Fuß des tödlich getroffenen Fox rutschte auf das Gaspedal und der Polizeiwagen fuhr über den leblosen Körper von Head.
Duddy und Roberts stiegen wieder in ihr Fahrzeug und flüchteten zunächst in eine Seitenstraße und dann in Richtung der Wulfstan Street. Von einem Zeugen, mit dem sie einen Beinaheunfall hatten und dem das schnell fahrende Fahrzeug in der Nähe des Gefängnisses verdächtig erschien, wurde das Kennzeichen PGT 726 abgelesen.

## Ermittlungen
Aufgrund der Zeugenaussage zum Kennzeichen konnte Witney als Fahrzeughalter identifiziert und sechs Stunden nach den Morden festgenommen werden. Durch einen anonymen Hinweis am nächsten Tag wurde die Polizei auf eine Garage in Vauxhall aufmerksam, die von Witney gemietet worden war. In der Garage fand man das Fahrzeug. Im Wagen befanden sich neben Patronen für den Revolver Werkzeuge zum Diebstahl von Autos. Zunächst gab Witney an, das Fahrzeug am Morgen des Tattags für 15 Pfund an einen ihm unbekannten Mann verkauft zu haben. Diesen habe er in einem Pub kennengelernt. Am 14. August legte Witney ein Geständnis ab und nannte auch die Namen seiner Komplizen.
Duddy floh zunächst in seine Heimatstadt Glasgow. Nachdem die Polizei von seinem Bruder informiert worden war, wurde er am 16. August festgenommen.
Roberts nutzte die Kenntnisse, die er als Soldat erworben hatte, und floh in den Epping Forest. Dort konnte er sich drei Monate lang verbergen. Auf ihn war eine Belohnung von 1000 Pfund ausgesetzt worden. Während seiner Flucht wechselte er dann in den Thorley Wood. Letztlich wurde er schlafend in einer Feldscheune bei der Kleinstadt Bishop’s Stortford aufgegriffen. Roberts kannte die Gegend, da er als Kind während des Zweiten Weltkrieges dorthin evakuiert worden war.
Während der gesamten Fahndung, an der 18.000 Polizeibeamte teilnahmen, gab es sehr viele angebliche Sichtungen von Roberts. Er hielt sich regelmäßig in einem Café direkt beim Polizeirevier von Bishop’s Stortford auf. Der Wirt kommentierte mehrfach die unglaubliche Ähnlichkeit seines Gastes mit dem Flüchtigen. Sowohl er als auch andere Einwohner, die Roberts regelmäßig antrafen, waren jedoch überzeugt, dass es sich bei Roberts nicht um den Flüchtigen handeln könnte und meldeten ihn daher nicht.

## Der Prozess
Das Verfahren gegen Witney und Duddy begann am 14. November 1966 im Strafgericht Old Bailey und wurde wegen der praktisch zeitgleichen Festnahme von Roberts um ihn als Angeklagten erweitert. Roberts bekannte sich des Mordes an Head und Wombwell für schuldig; im Anklagepunkt des Mordes an Fox bekannte er sich jedoch für unschuldig. Die beiden anderen Angeklagten bekannten sich unschuldig in allen Anklagepunkten.
Lediglich Witney machte Angaben zur Sache und sagte aus, dass er und Duddy Angst vor Roberts hätten.
Nach sechs Verhandlungstagen wurde am 12. Dezember 1966 das Urteil gesprochen: Alle drei Männer wurden wegen Mordes und des Besitzes von Feuerwaffen für kriminelle Zwecke zu einer lebenslangen Freiheitsstrafe verurteilt. Der Richter Glyn-Jones empfahl dem zuständigen Innenminister, eine Entlassung erst nach 30 Jahren vorzunehmen. Er nannte die Tat „das ruchloseste Verbrechen, das seit einer Generation oder mehr in diesem Land verübt wurde“.

## Die Täter

### Jack Witney
John Edward „Jack“ Witney (* 1930; † 1999) war ein bekannter Kleinkrimineller mit zehn Vorstrafen wegen Diebstahls. Er war verheiratet und lebte mit seiner Ehefrau in einer Kellerwohnung in der Fernhead Road in Paddington. Die Entlassung von Witney 1991 wurde kontrovers diskutiert, da er die empfohlene Mindesthaftzeit von 30 Jahren noch nicht verbüßt hatte. Er war der erste Erwachsene, der nach einem Polizistenmord vorzeitig entlassen wurde. Im August 1999 wurde er in Horfield, Bristol von seinem heroinabhängigen Mitbewohner  mit einem Hammer erschlagen. Die Polizei konnte zwischen seiner Tat und dem Mord an ihm keinen Zusammenhang feststellen.

### John Duddy
John Duddy (* 1929; † 8. Februar 1981) stammte aus Glasgow und war Fernfahrer. Als Jugendlicher hatte er mehrfach wegen Diebstahls Probleme mit der Polizei, war jedoch seit 1948 nicht mehr straffällig geworden. Er lernte Roberts und Witney erst kurz vor der Tat in einem Club kennen. Kurz vor den Morden war er zu einem starken Trinker geworden. Duddy starb am 8. Februar 1981 im Gefängnis von Parkhurst.

### Harry Roberts
Harry Maurice Roberts (* 1936) war ein Berufsverbrecher. Er war wegen versuchten Ladeneinbruchs, Diebstahls und Raubes vorbestraft. Als Soldat hatte er in Malaysia gedient. Er tötete die Polizisten, um einer befürchteten Freiheitsstrafe aufgrund der mitgeführten Waffen zu entgehen. 
In den ersten Jahren seiner Freiheitsstrafe versuchte er 22 Mal auszubrechen, das letzte Mal 1976. Bei seinen Ausbruchsversuchen erhielt er teilweise Unterstützung durch seine Mutter. Nach 1976 führte er sich vorbildlich, wurde 1999 in den offenen Vollzug verlegt und arbeitete auf einem Gnadenhof. 2001 wurde die Vollzugslockerung allerdings widerrufen, da er des Drogenhandels und des Einschmuggelns von verbotenen Gegenständen in das Gefängnis beschuldigt wurde, darüber hinaus wurde er von einem Polizisten beim Kontakt mit bekannten Straftätern beobachtet. Nach 21 Jahren in Hochsicherheitsgefängnissen wurde er schließlich in einer Einrichtung der niedrigsten Sicherheitsstufe C untergebracht.
Im Jahre 2009, Roberts hatte seit dem Urteil 42 Jahre im Gefängnis verbracht, erhielt er einen Anhörungstermin vor dem Bewährungsausschuss. Regierungsmitglieder zeigten sich besorgt, dass seine Freilassung öffentlichen Widerspruch hervorrufen und Roberts’ Sicherheit gefährdet sein könnte, gleichwohl sei man nicht in der Lage, seine Freilassung zu stoppen.
Roberts’ Unterstützer führten an, dass alle bisherigen Innenminister die Freilassung aus politischen Gründen verhindert hätten. Der Vorsitzende der Metropolitan Police Federation, Peter Smyth, erklärte, bei ehemaligen und aktiven Polizisten gebe es Verdruss über die Pläne, Roberts freizulassen.
2014 wurde entschieden, Roberts freizulassen, dies erfolgte gemäß Medienberichten am 11. November 2014.
Die Mutter und die Witwe von Wombwell sprachen sich gegen die Freilassung aus; die Witwe führte an, um die Witwen und Waisen würde sich weniger gekümmert als um den Verbrecher.

## Folgen der Tat

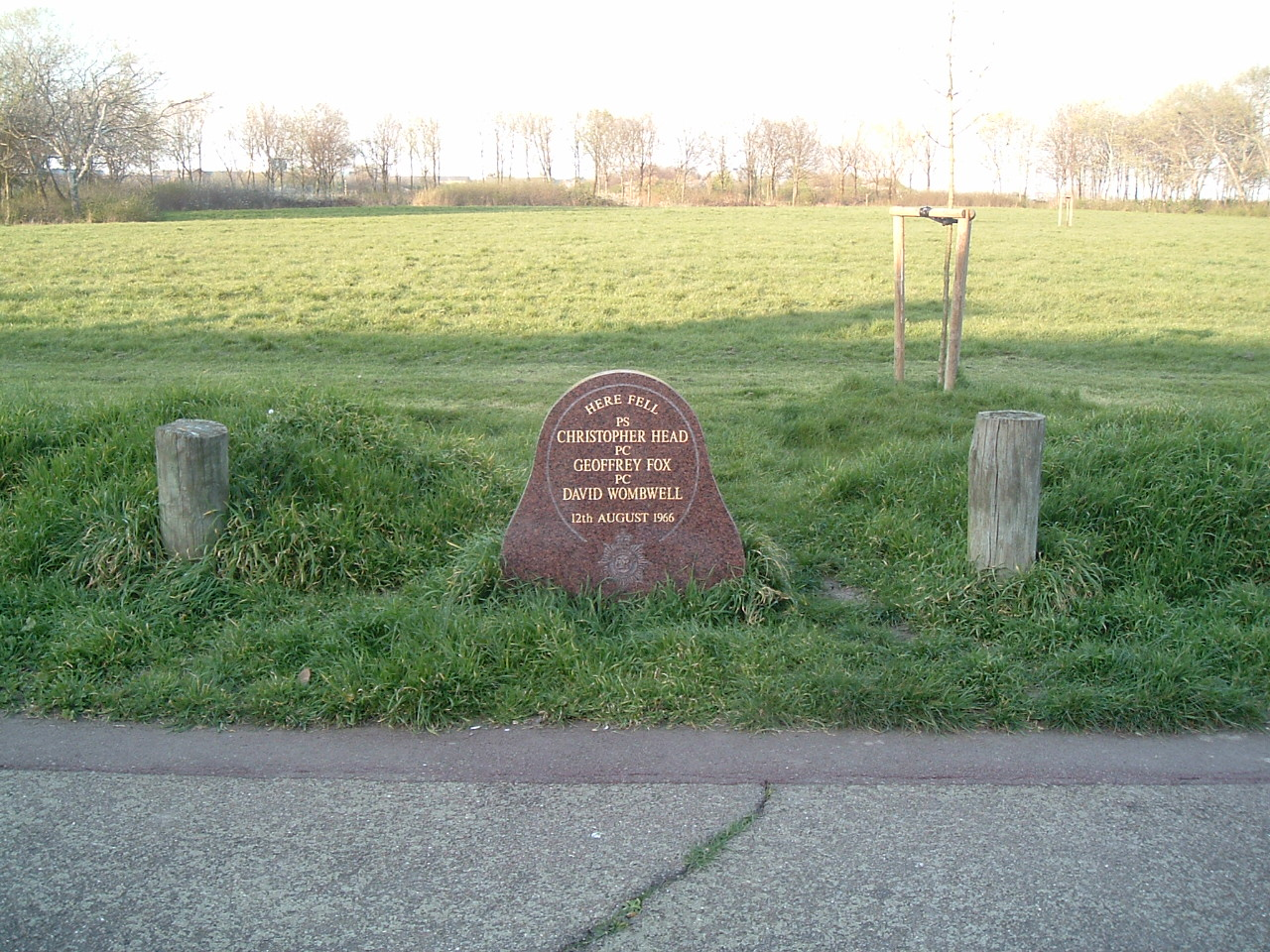
Gedenkstein für die Toten in der Braybrook Street

Die Morde führten zu einem Sturm der Entrüstung in Großbritannien. Forderungen, die soeben abgeschaffte Todesstrafe wieder einzuführen, wurden laut. Gleichzeitig wurden mehr und mehr Polizisten, welche in Großbritannien üblicherweise unbewaffnet waren, im Umgang mit Waffen geschult. Im weiteren Verlauf des Jahres wurde bei der Metropolitan Police die Waffengruppe (Metropolitan Police Firearms Wing) eingerichtet.
An der Leichenprozession in Shepherd’s Bush nahmen 600 Polizisten teil. Beim Gedenkgottesdienst in der Westminster Abbey waren neben Tausenden von Polizisten aus allen Teilen des Landes der Premierminister, der Oppositionsführer und weitere hochrangige Politiker anwesend.
Der prominente Touristikunternehmer Billy Butlin (Butlin’s) spendete 250.000 Pfund (entsprechend ca. 4 Mio. Pfund heutiger Kaufkraft) für die neue Polizeihinterbliebenenstiftung (Police Dependents’ Trust). Diese Summe stieg durch weitere Spenden in kurzer Zeit auf mehr als das Vierfache an. Durch die Stiftung wurden die bis dahin sehr niedrigen Hinterbliebenenrenten aufgestockt.
Im Jahre 1988 wurde am Tatort ein Gedenkstein errichtet.